# Levitron
Levitron é, nos Estados Unidos, um brinquedo que, com um jogo magnético é capaz de levitar um pião. Este mesmo brinquedo é comum no Japão, com o nome nihongo. Na base (caixa de madeira ou suporte de plástico em alguns casos) existe uma placa imantada e outra inerte de polímero translúcido. O pião também é um imã cerâmico com polaridade apropriada. Os ajustes do brinquedo se dão pela inclinação desta base e um conjunto de pequenos pesos para se acrescer ao pião para que ele tenha a massa adequada. Quando há uma inversão na polaridade, os ímãs se repelem, e, é o caso do brinquedo.
Procedimento para a levitação:
- Giro do pião sobre a placa de translúcida que fica sobre a base;
- Suspensão do pião enquanto gira utilizando como apoio a tampa com a chapa translúcida;
- Retirada desta tampa debaixo do pião para que ele gire livremente no ar, apoiado pelo campo magnético da base.